# Gouvernement Bonomi II
Pour les articles homonymes, voir Gouvernement Bonomi.
Royaume d'Italie 
 Période constitutionnelle transitoire
Badoglio II Bonomi III
Le gouvernement Bonomi II (Governo Bonomi II, en italien) est le gouvernement du royaume d'Italie entre le 18 juin 1944 et le 25 novembre 1944, durant la XXXe législature.
Le gouvernement était composé de la Démocratie chrétienne, du Parti communiste italien, du Parti socialiste italien d'unité prolétarienne, le Parti libéral italien, le Parti d'action, le Parti démocrate du travail et des indépendants.

## Historique

### Président du conseil des ministres
Ivanoe Bonomi

### Listes des ministres
D'après Frédéric Attal :
- Ministres sans portefeuille : Alberto Cianca (PdA) ; Nicolò Carandini (PLI) ; Benedetto Croce (PLI) ; Alcide De Gasperi (DC) ; Bartolomeo Meuccio Ruini (DL) ; Giuseppe Saragat (PSIUP) ; Carlo Sforza (PdA) ; Palmiro Togliatti (PCI)
- Affaires étrangères : Ivanoe Bonomi (DL)
- Intérieur :  Ivanoe Bonomi (DL)
- Afrique italienne : Ivanoe Bonomi (DL)
- Garde des Sceaux : Umberto Tupini (DC)
- Finances :  Stefano Siglienti (PdA)
- Guerre : Alessandro Casati (PLI)
- Marine : Raffaele de Courten (indépendant)
- Aéronautique : Pietro Piacentini (indépendant)
- Instruction publique : Guido De Ruggiero (PdA)
- Travaux publics : Pietro Mancini (PSIUP)
- Agriculture et Forêts : Fausto Gullo (PCI)
- Communications : Francesco Cerabona (DL)
- Industrie et commerce : Giovanni Gronchi (DC)